# Sampans
Sampans ist eine französische Gemeinde im Département Jura in der Region Bourgogne-Franche-Comté. Sie gehört zum Arrondissement Dole und zum Kanton Dole-1.

## Geographie
Im Norden verläuft die Gemeindegrenze weitgehend entlang der Autoroute A36, genannt „La Comptoise“. Die angrenzenden Gemeinden sind Biarne im Norden, Jouhe im Osten, Monnières und Champvans im Süden sowie Flagey-lès-Auxonne und Billey (beide im Département Côte-d’Or) im Westen.

## Bevölkerungsentwicklung
| Jahr                       | 1962 | 1968 | 1975 | 1982 | 1990 | 1999 | 2006 | 2017 |
| -------------------------- | ---- | ---- | ---- | ---- | ---- | ---- | ---- | ---- |
| Einwohner                  | 504  | 500  | 539  | 668  | 675  | 708  | 777  | 1165 |
| Quellen: Cassini und INSEE |      |      |      |      |      |      |      |      |

## Sehenswürdigkeiten
- Schloss Château du Mont Joly

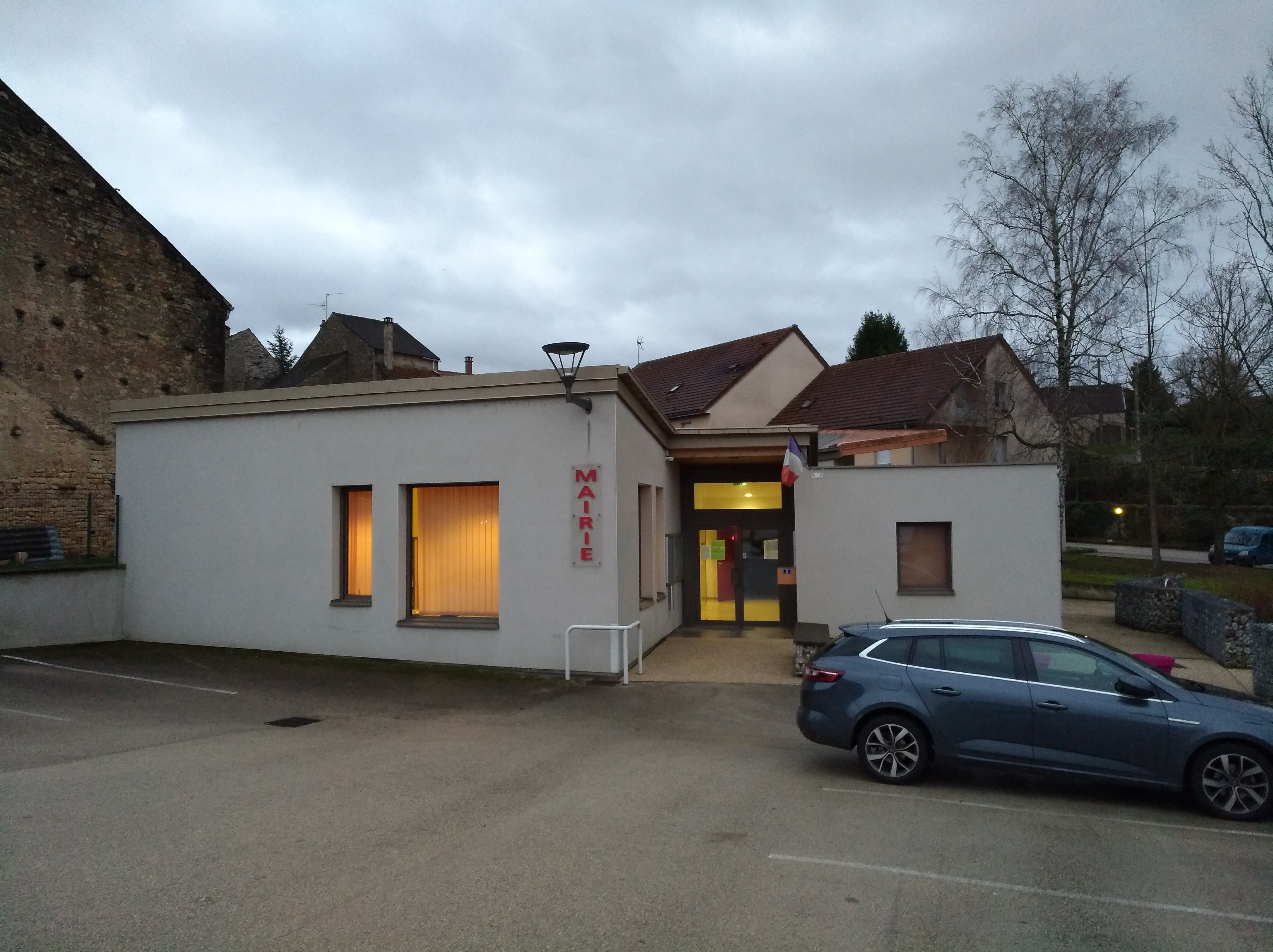
Mairie Sampans
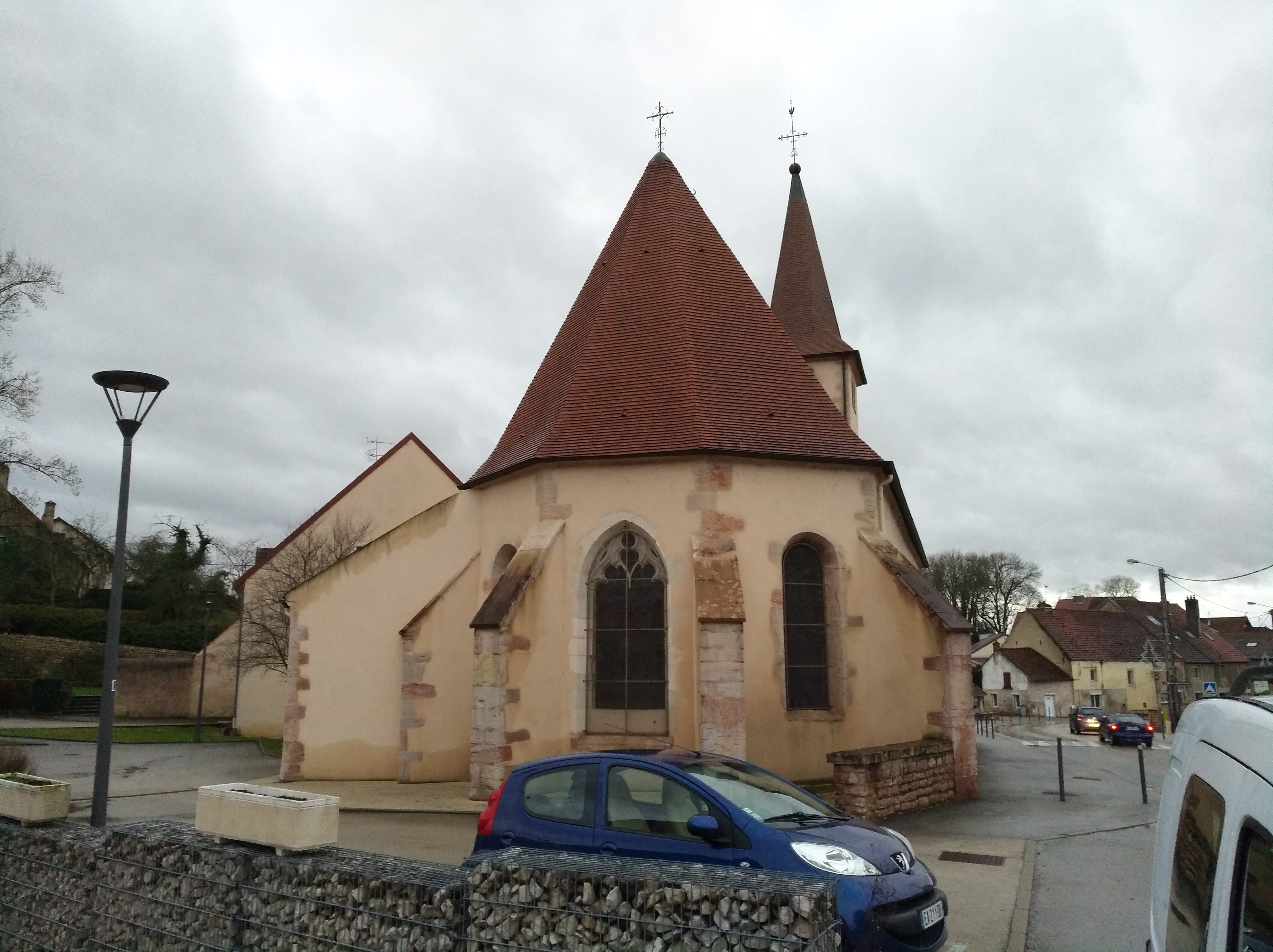
Kirche Sainte-Anne
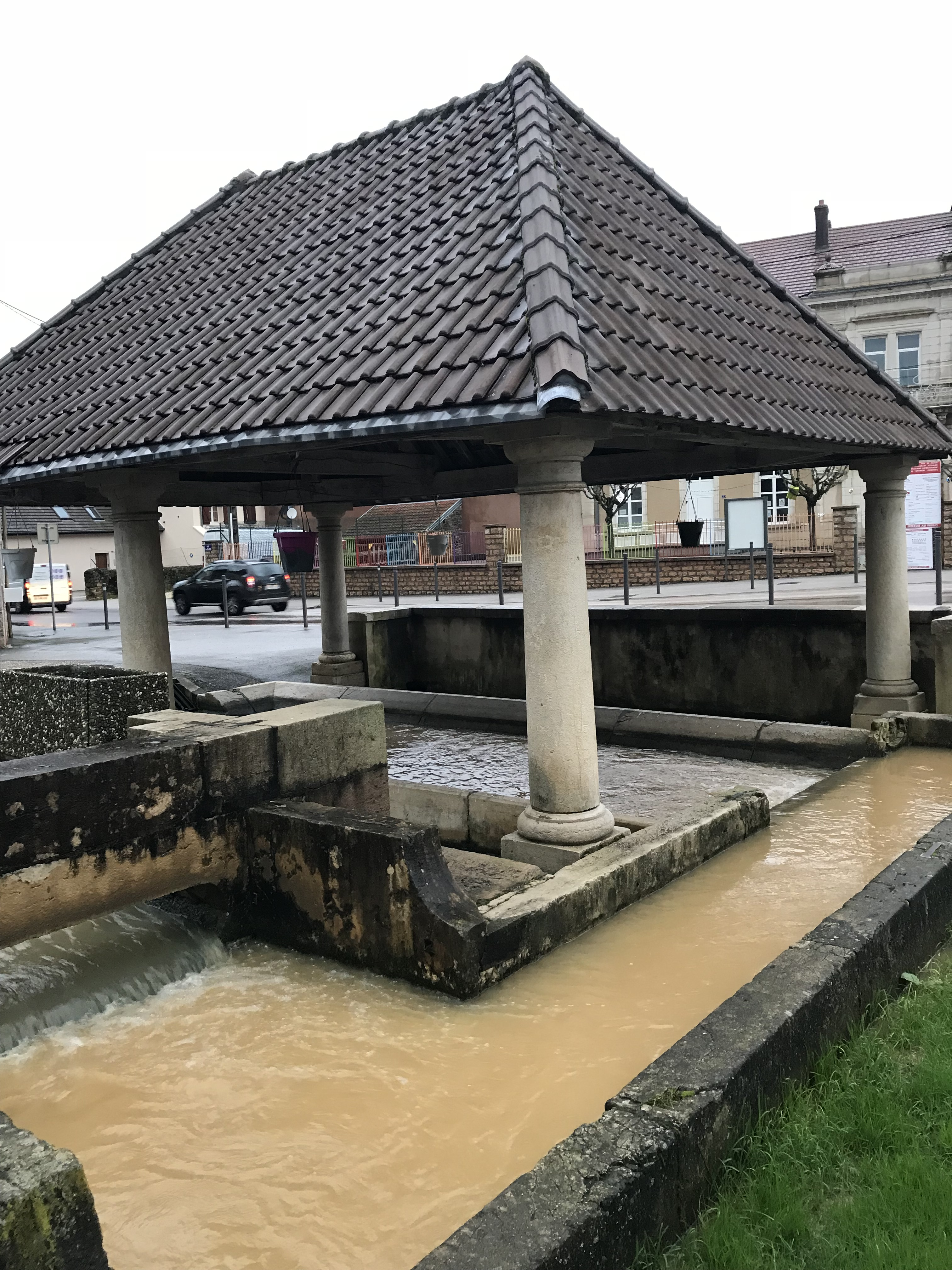
Lavoir in Sampans